# Вайль, Григорий Михайлович
Григо́рий Миха́йлович Вайль (1905, Велиж, Витебская губерния — после 1983) — советский фотохудожник, мастер художественного портрета, один из пионеров цветной фотографии в СССР.

## Биография
Родился в Велиже Витебской губернии (ныне Смоленская область) в семье ремесленников. Окончил гимназию в Харькове, в 1921 году поступил в Харьковский институт народного хозяйства (ХИНХ), но не завершил обучение из-за переезда в Москву в 1924 году.
С 1934 года Вайль работал фотохудожником в различных издательствах, включая «Фотохудожник», «Искусство», а также сотрудничал в газете «Красная звезда» и с Центральным домом Красной Армии. В годы Великой Отечественной войны находился в эвакуации в Свердловске, где продолжал заниматься фотографией.
Широкую известность получили его серии фотопортретов военачальников и академиков, в том числе выставка 1945 года, приуроченная к 220-летию АН СССР. С 1951 года работал фотокорреспондентом ТАСС, экспериментировал с цветной фотографией.
В январе 1953 года был арестован, но впоследствии реабилитирован. После освобождения активно участвовал в возрождении журнала «Советское фото», вошел в его редколлегию в 1956 году.
Вайль снимал политических деятелей, артистов (М. Плисецкую, Г. Уланову, К. Федина) и других известных личностей. Его работы публиковались в прессе и издавались в виде открыток. Три его портрета были представлены на выставке «Портретный салон 1961» в Париже.
Последние известные работы датируются 1982—1983 годами. Точная дата смерти и место захоронения неизвестны.

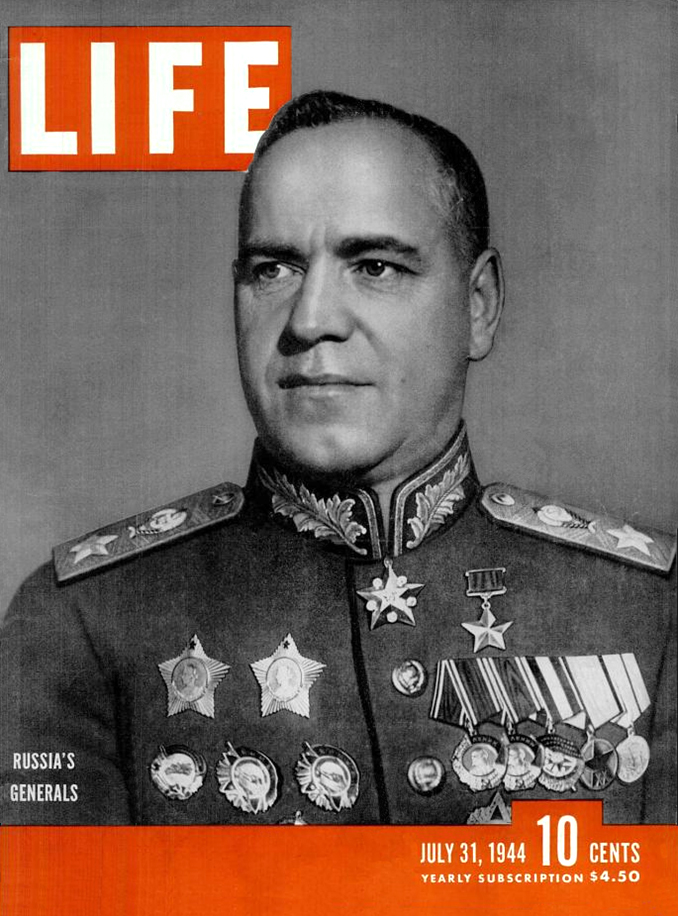
Оложка журнала LIFE 1944 года с фотопортретом Г. К. Жукова авторства Г. М. Вайля
Фотопортрет маршала К. К. Рокоссовского, 1945
Фотопортрет маршала Р. Я. Малиновского, 1944
Фотопортрет маршала С. К. Тимошенко, 1945
Фотопортрет Героя Советского Союза И. Н. Кожедуба, 1949